# 华丰岭新石器文化遗址
华丰岭新石器文化遗址，位于中国广东省湛江市徐闻县大黄乡华丰村西，为徐闻县的一个县级文物保护单位，类型为古遗址，公布时间为1983年8月19日。
华丰岭新石器文化遗址的历史年代为新石器时代晚期。